# Persan (Val-d'Oise)
Persan é uma comuna francesa situada no departamento de Val-d'Oise, na região da Ilha de França. Ela forma com as cinco comunas vizinhas a unidade urbana de Persan - Beaumont-sur-Oise.

## Geografia

### Comunas limítrofes
Persan tem seis comunas limítrofes, duas das quais, Chambly e Le Mesnil-en-Thelle, pertencem ao departamento do Oise. A leste está a comuna de Bernes-sur-Oise. A oeste está a comuna de Champagne-sur-Oise. Com Beaumont-sur-Oise e Chambly, Persan comuna forma o centro de uma unidade urbana no sentido do INSEE, reunindo seis comunas no total. Beaumont e Persan são separadas apenas pela Oise, e a estação por Beaumont, serve as duas cidades. Além de Beaumont, uma única comuna limítrofe está localizada na margem esquerda do Oise, Mours, mas o limite da comuna não é mais do que 500 m.

### Transportes

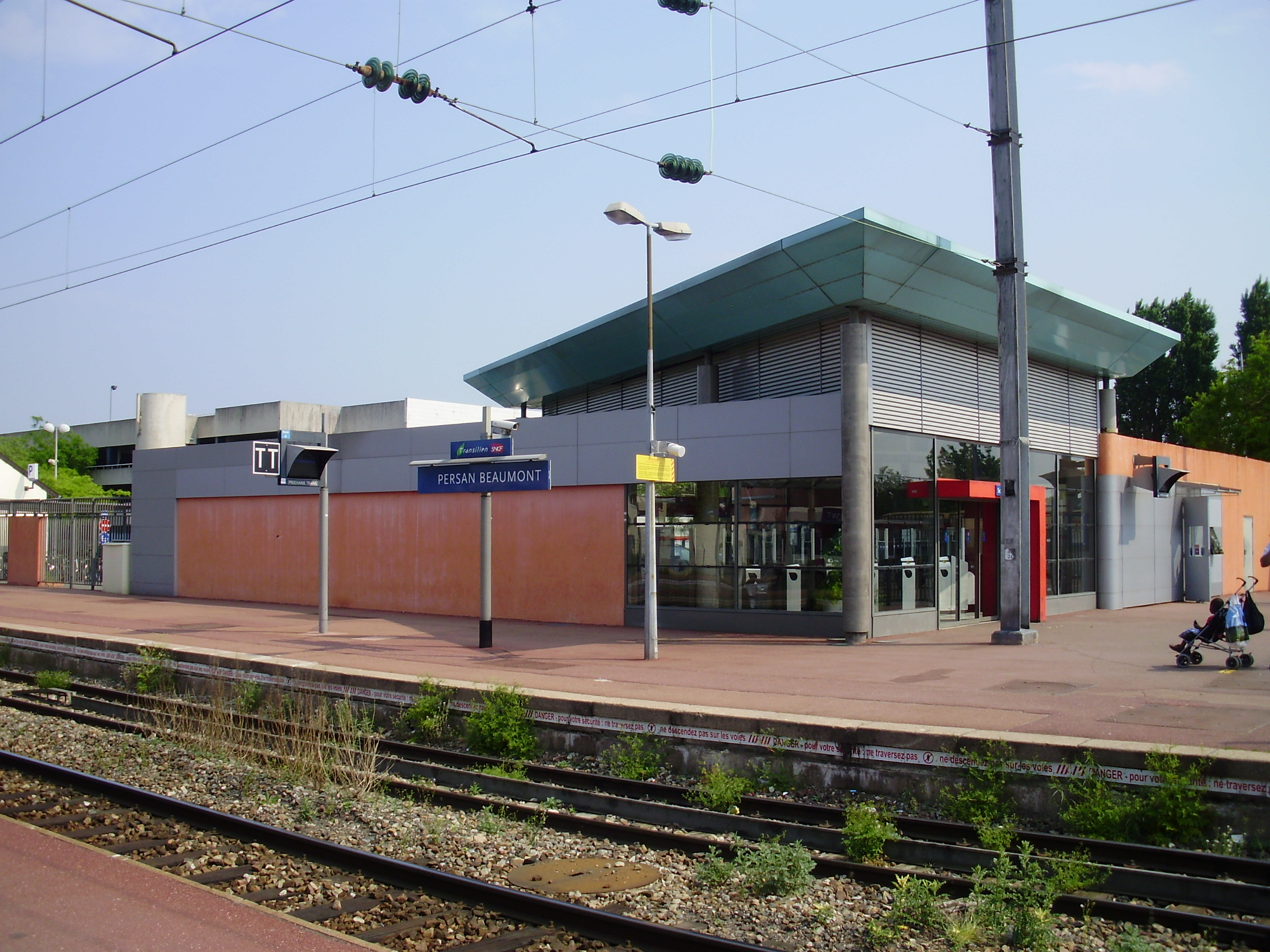
Novo edifício de passageiros da estação de Persan-Beaumont.

Na estação de Persan - Beaumont, duas linhas ferroviárias se cruzam. A primeira é a linha de Paris-Nord a Le Tréport-Mers para Beauvais, onde a oferta consiste de TER Picardie sem paradas entre Paris e Persan-Beaumont, depois semi-diretos ou omnibus até Beauvais, assim como de trens Transilien Paris-Nord - Persan-Beaumont. Estes trens da linha H do Transilien são semi-diretos no horário de ponta, e os trens omnibus o resto do tempo. Eles colocam 42 min, respectivamente, de 45 min para a totalidade do trajeto, enquanto que os TER demoram cerca de 30 min. No entanto, os trens Transilien circulam a cada 30 minutos (com alguns reforços no horário de ponta), e os TER apenas a cada 60 min. A notar a existência de TER adicionais nos horários de ponta, que são sem paradas entre Paris e Chambly. A segunda linha que serve a área metropolitana é a linha de Pontoise a Creil, servida unicamente por trens omnibus assegurando um serviço de proximidade, notadamente para L'Isle-Adam - Parmain, Boran-sur-Oise e Précy-sur-Oise. Esta oferta é completada por uma nova linha expressa de ônibus Mobilien CIF 2 100 (3) com destino de Roissypôle para Asnières-sur-Oise, Viarmes e Luzarches, funcionando todos os dias do ano e utilizável com um único ticket t+.

## Toponímia
Parcentum em 1194, Parcench em 1237.

## História
O Castelo de Persan

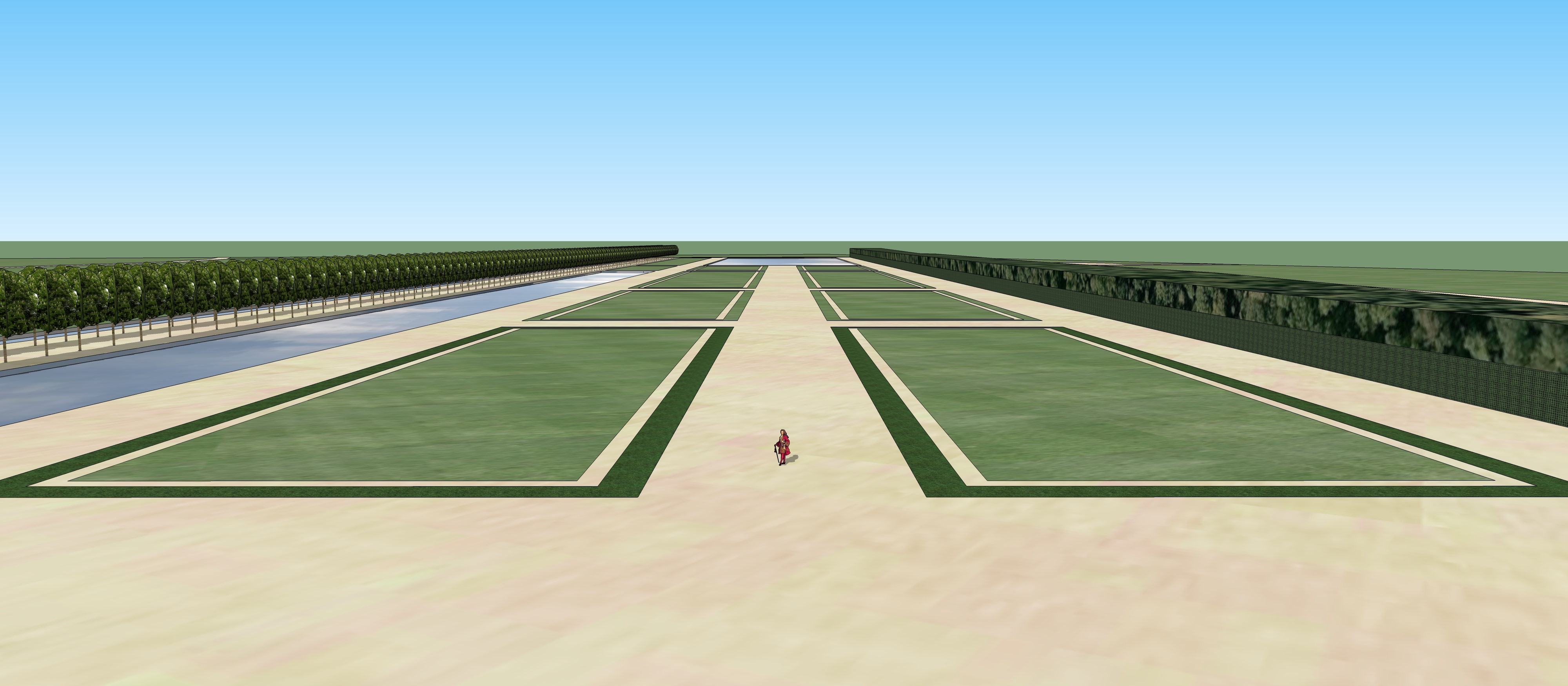
Esquema de perspectiva sobre o jardim a partir do primeiro andar do castelo de Persan. Século XVIII.

Atualmente desaparecido, o castelo de Persan, e, como muitos castelos da Renascença, refletia a revolução intelectual e artística do tempo, da busca pela beleza em todas as suas formas.
Em um texto em francês antigo, encontrado nas Preuves pour l’Ordre de Malte (Provas para a Ordem de Malta), o castelo é descrito da seguinte forma:
« …fort noble et ancien, accompagné de grands cors d’hostels, tours, donjons couverts d’ardoizes, fossez, jardins et parcq où en plusieurs endroits nous avons vu une quantité d’escussons timbrés les uns fassez d’argent et d’azur de 6 pièces avec le collier de l’Ordre du Roy que l’on nous a dit estre les Armes de messire Loys de Vaudetar chevalier, seigneur de Pouilly et baron dudit Persan […]les Armes de Dame Jeanne Boylève, femme de Messire Roger de Vaudetar bisayeul et bisayeule maternelle (du dit présenté) […] Loys de Vaudetar et Dame Nicolaï son épouse […]» ("...forte nobre e antigo, acompanhado de grandes cortes de pousadas, torres, masmorras cobertas de ardósias, fossas, jardins e parque onde em vários lugares nós vemos uma quantidade de escudetes timbrados a cada faces de prata e de azul de 6 peças com o colar da Ordem do Rei que nos diz que era para ser as Armas de messire Loys de Vaudetar cavaleiro, senhor de Pouilly e barão do dito Persan [...]as Armas de Dame Jeanne Boylève, esposa de Messire Roger de Vaudetar bisavô e bisavó maternal (do dito presente) [...] Loys de Vaudetar e Dame Nicolaï sua esposa [...]")
O castelo de Persan, devia certamente haver edifícios, estábulos e estofados para os cavalos, abrigos para as carroças, edifícios para todo o pessoal e para os animais da fazenda, cozinhas, celeiros, pombais, jardins, um parque, todo rodeado por fossos.
O castelo devia ter uma biblioteca contendo livros da época, talvez, dos escritos de François Rabelais, Clément Marot, Michel de Montaigne, dos poetas de La Pléiade...
As partes do castelo deviam conter móveis finos na moda da época, ornadas com embutidos de policromia, tapeçarias ricas em cores, pinturas, mosaicos, esculturas, toda uma louça em cerâmica colorida.

## Cultura local e patrimônio

### Lugares e monumentos

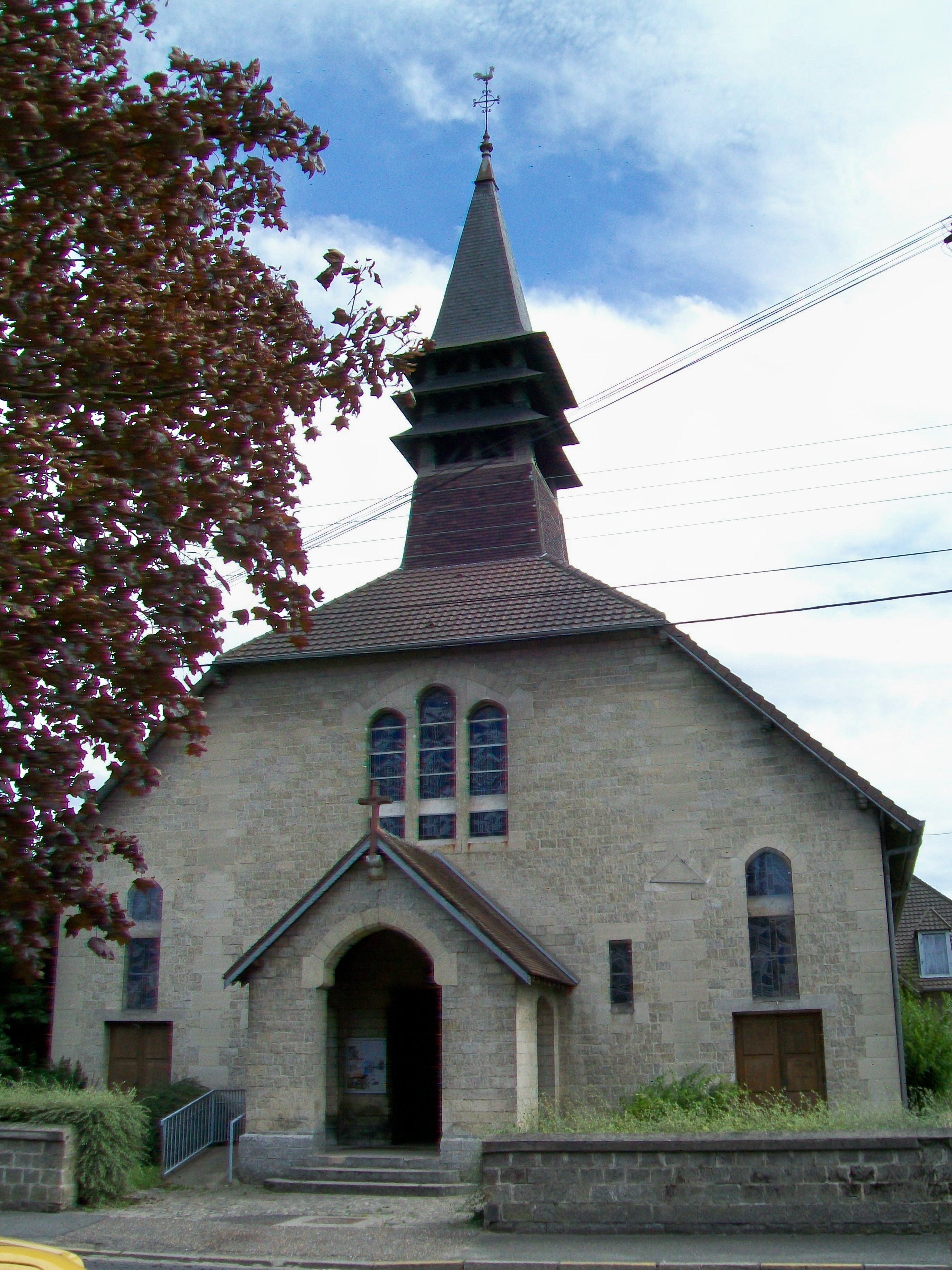
Igreja de Saint-Germain.
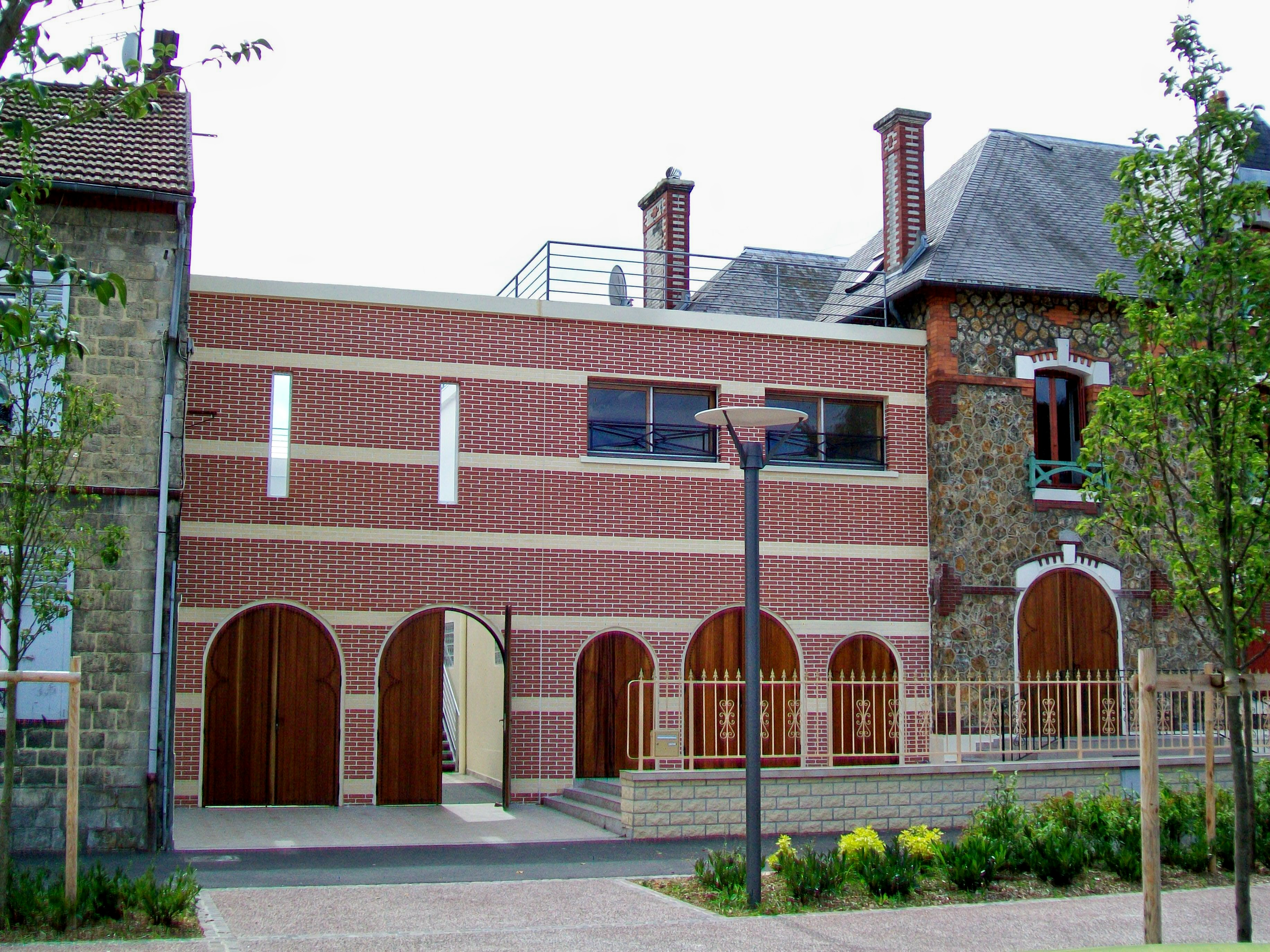
Mesquita, perto da prefeitura.
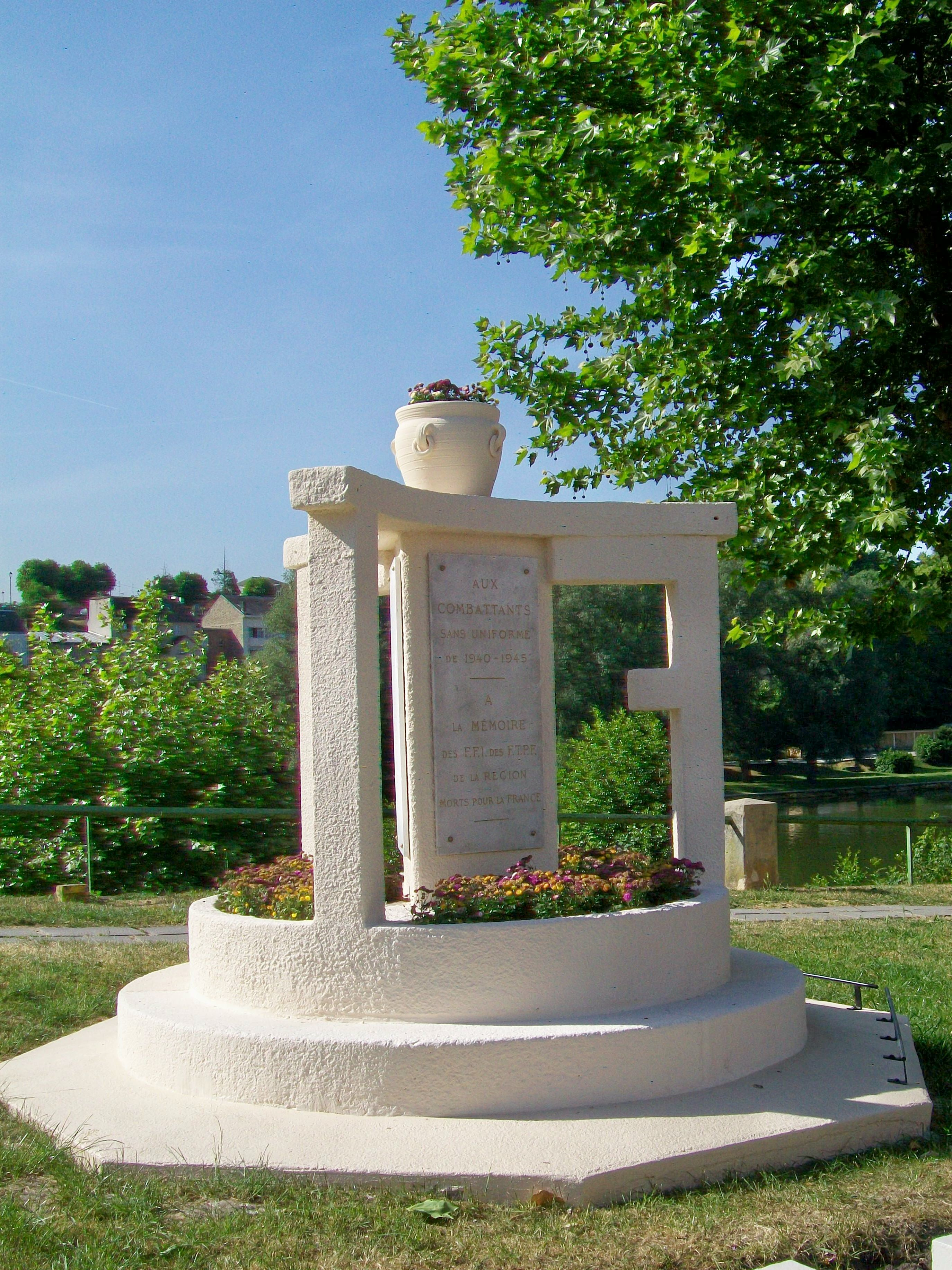
Monumento aos mortos da 2ª Guerra Mundial.
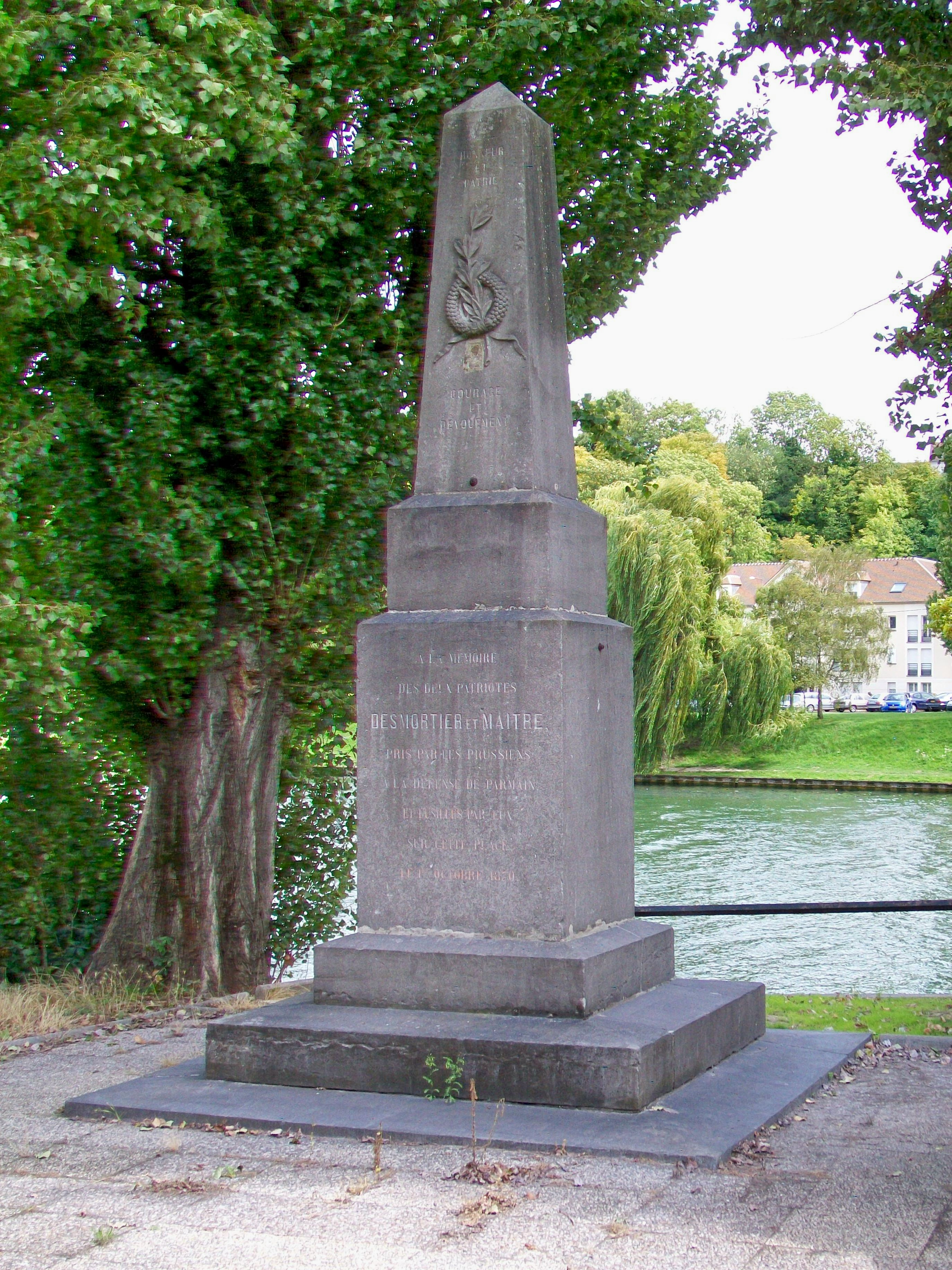
Monumento Desmortier e Maître.

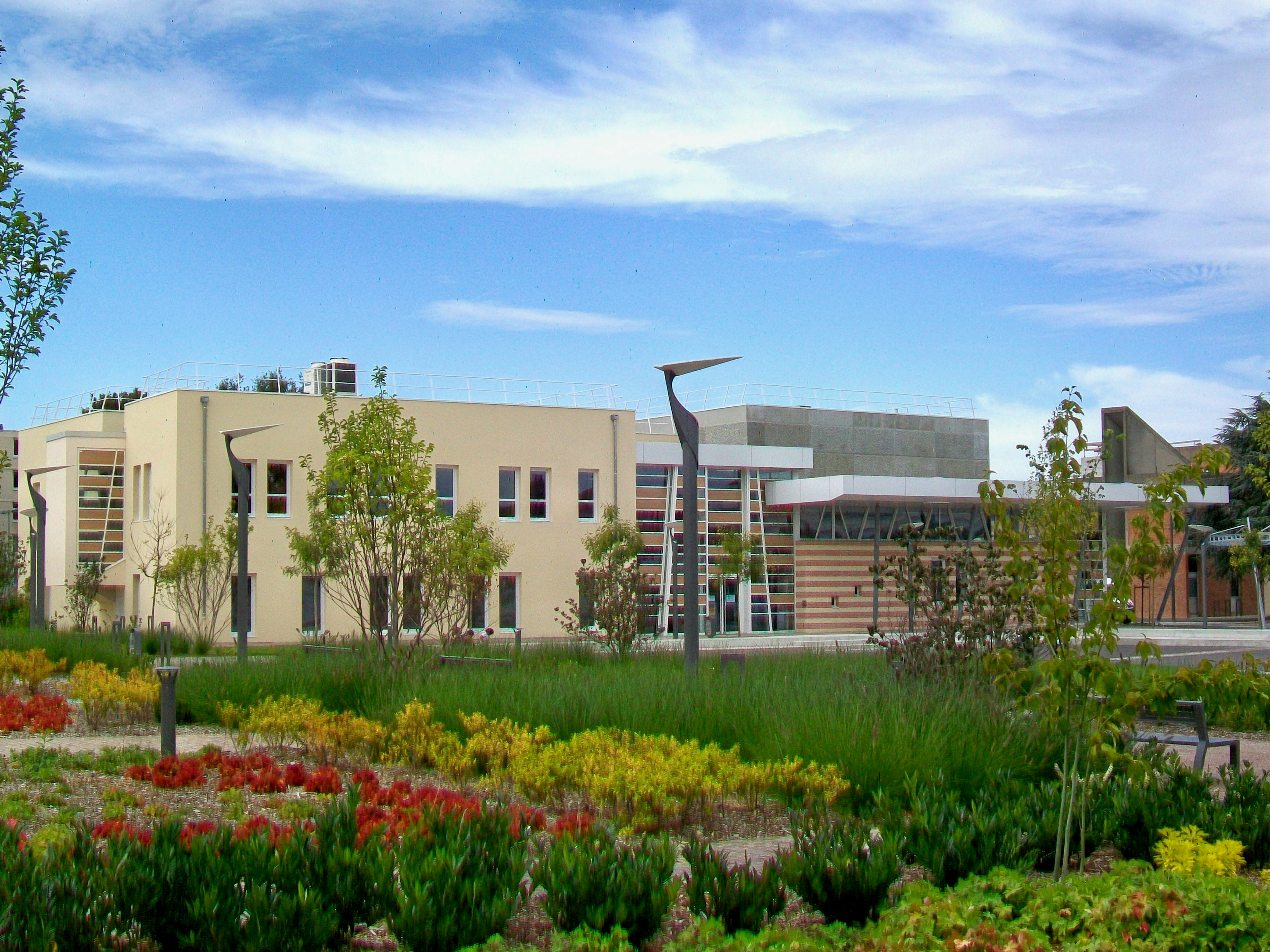
O novo centro cultural.
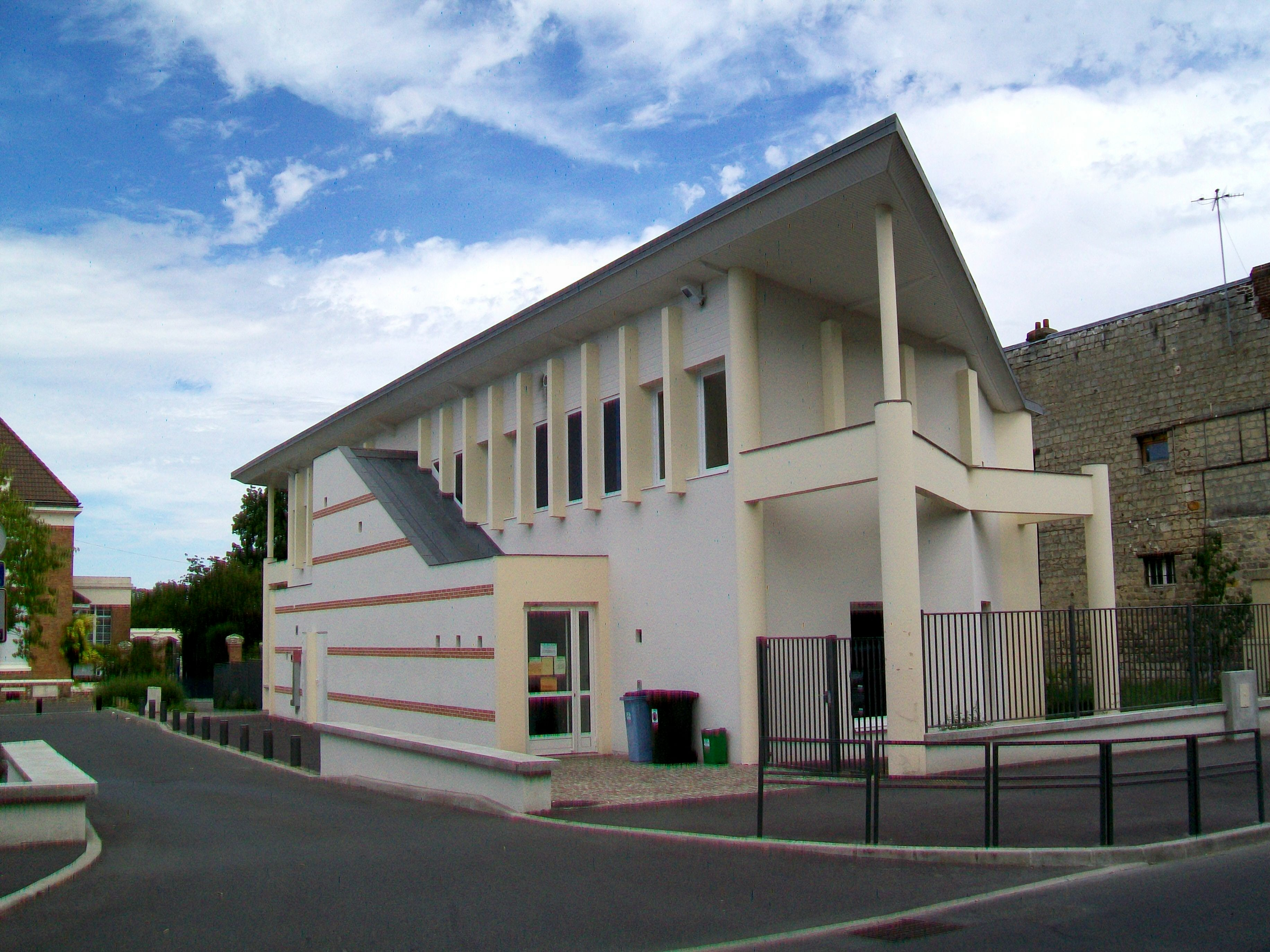
Casa da Justiça e do Direito de Persan.
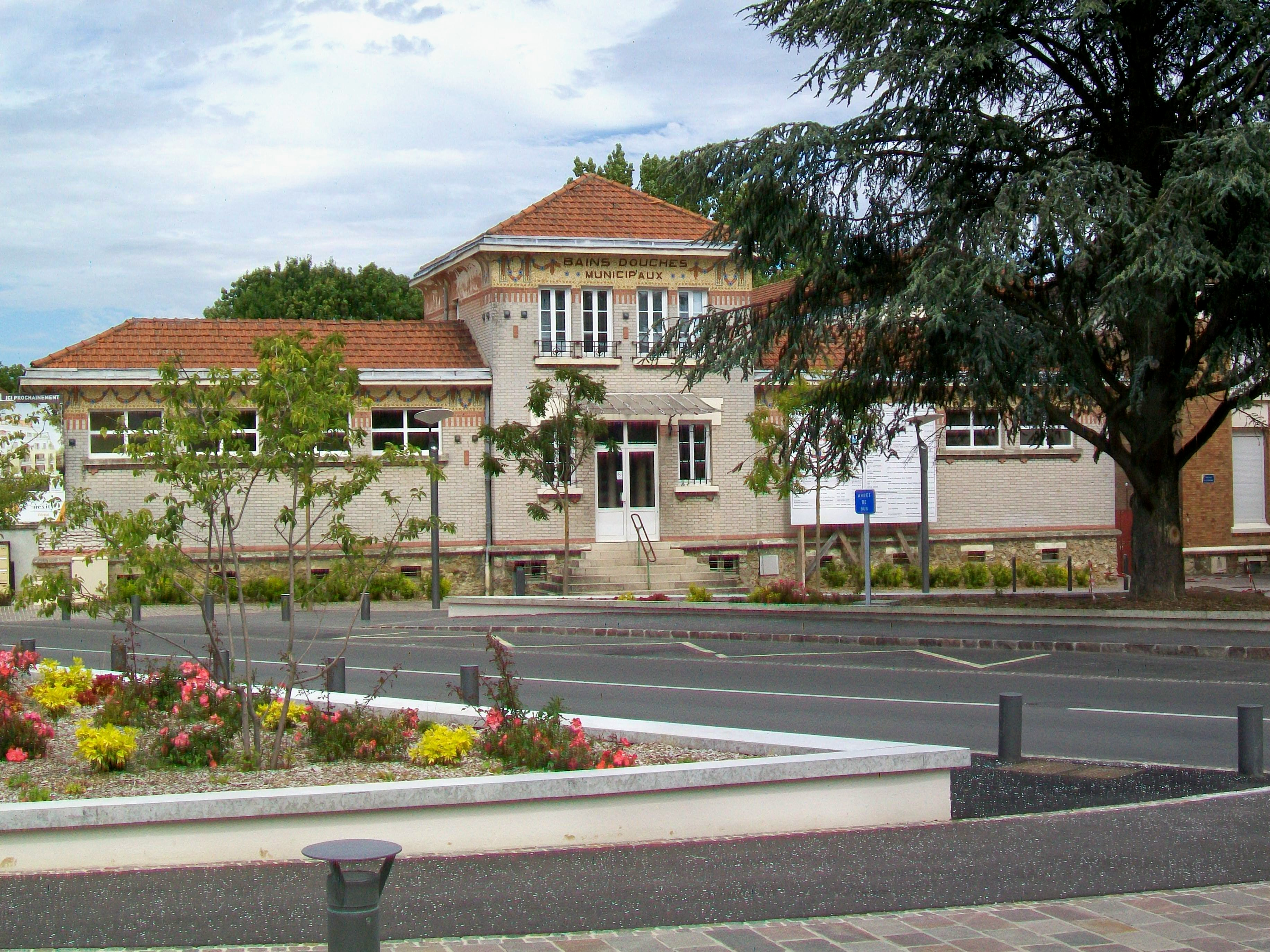
Os antigos banhos-duchas municipais.
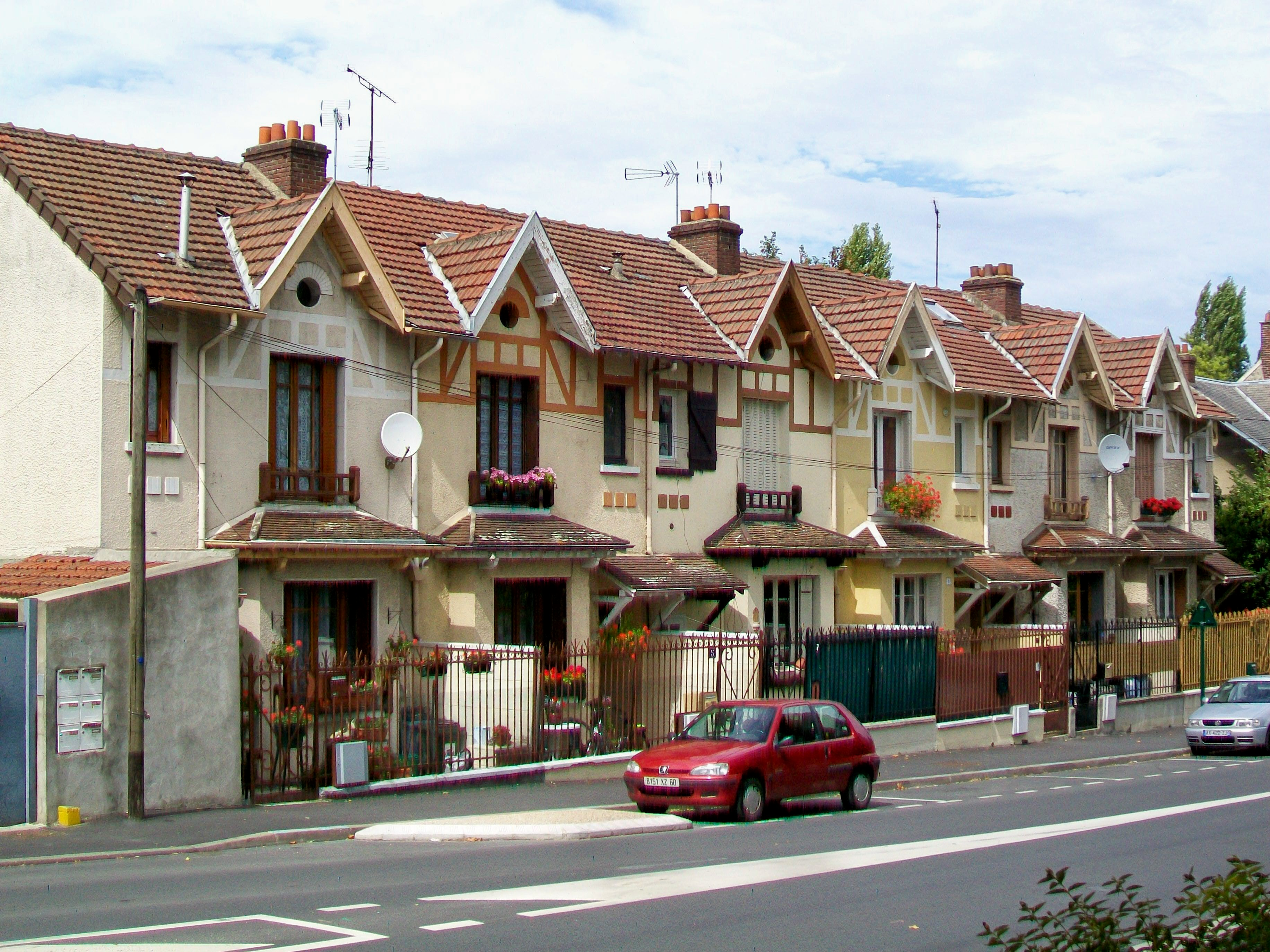
Alinhamento das casas, do início do século XX.

- Igreja Saint-Germain, rue Pierre Brossolette: Financiado pelo marquês de Persan, foi inaugurado em 1912 , e está situado numa área residencial.[5]
- Mesquita, avenue Gaston-Vermeire, perto da prefeitura.
- Monumento das F.F.I. e F.T.P.F., rue du 8 de maio de 1945, perto da ponte do Oise: Este memorial homenageia os membros da Resistência da região mortos pela França, e, mais geralmente, as vítimas da Segunda Guerra Mundial entre os habitantes de Persan. O monumento às vítimas da Primeira Guerra Mundial, inaugurado em 11 de novembro de 1928, se localiza na rue Pierre Brossolette.
- Monumento Desmortier e Maître, rue du Dr-Touati, perto da ponte do Oise: Este monumento, que assume a forma de monumentos aos mortos habitual, é dedicado aos dois patriotas Desmortier e Maître, mortos pelos Prussianos em defesa de Parmain em 1870, no contexto da Guerra Franco-Prussiana de 1870.
- Colombier, place de la République.
- Antigos banhos-duchas municipais, place Salvador Allende[6]: Exemplar característico deste tipo de equipamento, que datam do período entreguerras quando a maioria das casas estavam sem banheiro, com um mosaico Art déco, no topo do pavilhão central.
- Alinhamento de seis casas operárias do início do século XX, rue du Dr-Touati, perto da ponte do Oise.